# Wieslet
Wieslet este o comună din landul Baden-Württemberg, Germania.